# Xoxolpa
Xoxolpa är en ort i Mexiko.   Den ligger i kommunen Yahualica och delstaten Hidalgo, i den sydöstra delen av landet, 180 km norr om huvudstaden Mexico City. Xoxolpa ligger 629 meter över havet och antalet invånare är 1 197.
Terrängen runt Xoxolpa är kuperad. Runt Xoxolpa är det ganska tätbefolkat, med 100 invånare per kvadratkilometer. Närmaste större samhälle är Xochiatipan de Castillo, 15,0 km öster om Xoxolpa. I omgivningarna runt Xoxolpa växer huvudsakligen savannskog.